# Barentsia geniculata
Barentsia geniculata är en bägardjursart som beskrevs av Harmer 1915. Barentsia geniculata ingår i släktet Barentsia och familjen Barentsiidae. Inga underarter finns listade i Catalogue of Life.